# Triomphe de l'Exposition
'Triomphe de l'Exposition' est un cultivar de rosier obtenu en 1855 par le rosiériste français Margottin. Son nom rend hommage à l'exposition universelle de Paris de 1855 où il reçut un premier prix.

## Description
Ce rosier hybride remontant présente des fleurs moyennes ou larges (10 à 12 cm) de couleur carmin aux nuances rouge cramoisi. Elles sont pleines, très doubles et plutôt plates (26-40 pétales) en forme de quartiers. La floraison est remontante.
Le buisson aux rameaux longs, pressés et forts et aux aiguillons peu nombreux, s'élève à 150 cm. Son feuillage est vert vif aux folioles oblongues et très dentelées. Sa zone de rusticité est de 6b à 9b ; il s'agit donc d'une variété résistante au froid et rustique.

## Descendance
Par croisement avec 'Eugène Fürst' (Soupert & Notting, 1875), il a donné naissance à 'Capitaine Jouen' (Boutigny, 1900).